# Adlerfarneule
Die Adlerfarneule (Callopistria juventina) ist ein Schmetterling (Nachtfalter) aus der Familie der Eulenfalter (Noctuidae).

## Merkmale

### Falter
Die Flügelspannweite der Falter beträgt 33 bis 36 Millimeter. Die Vorderflügel zeichnen sich durch ein sehr attraktives Farbenspektrum aus, das violette, rötliche, braune und gelbe Tönungen beinhaltet. Während das Mittelfeld überwiegend dunkelbraun gefärbt ist, treten rötliche Zeichnungselemente im Wurzel- und im Saumfeld hervor. Die innere Querlinie ist doppelt ausgeführt und schimmert oftmals in einem hellen rosa Farbton. Nahe am Apex ist ein großer, gelblicher Fleck zu erkennen. Die Ringmakel sind klein, schmal und hell umrandet. Auffälliger treten die spitz auslaufenden und weißlich eingefassten Nierenmakel hervor. Die Hinterflügel sind graubraun gefärbt, wobei die Tönung zum Rand hin dunkler wird. Auf Thorax und Hinterleib sowie am mittleren Beinpaar befinden sich deutliche Haarbüschel. Die Fühler sind in sich gebogen.

### Raupe und Puppe
Die Raupen sind in den ersten Larvenstadien meist grünlich gefärbt. Die erwachsene Raupe kann auch bräunlich bis violettbräunlich gefärbt sein. Sie ist durch dunkle, weißlich oder leicht gelblich gesäumte, nach vorne gebogene Winkelflecke oder halbmondförmige Flecke gekennzeichnet. Die dunklen Partien können auch fehlen, so dass die Raupen lediglich die zwei unterschiedlich stark nach vorne gebogenen Querstreifen aufweisen. Die fein gezeichnete Seitenlinie ist weiß; in ihr liegen die schwärzlichen Stigmen. Der rundliche Kopf ist grünlich oder auch leicht rötlich gefärbt mit einem etwas dunkleren Netzmuster.
Die relativ schlanke Puppe ist ockergelb bis hellbraun.

## Geographische Verbreitung und Lebensraum
Die Art ist von Marokko durch fast ganz Europa verbreitet. Auf den Britischen Inseln und in Fennoskandinavien kommt sie jedoch nur als Einwanderer vor. Weiter östlich erstreckt sich das Verbreitungsgebiet durch die gemäßigten Zonen Asiens bis nach China, Korea und Japan. Das südliche Vorkommen umfasst die Türkei und den Nordiran sowie Pakistan und Assam. Die Adlerfarneule ist sowohl in Laub- und Misch- als auch in Nadelwäldern anzutreffen, sofern ihre Futterpflanze ausreichend vorhanden ist. Im Schwarzwald steigt sie bis auf 900 m an.

## Lebensweise
In Mitteleuropa ist die Art univoltin, d. h., es wird nur eine Generation im Jahr ausgebildet, deren Falter von Juni bis August fliegen. Im Süden des Verbreitungsgebietes werden dagegen zwei Generationen gebildet, der Falter von Mai bis August fliegen. Die Falter sind nachtaktiv und erscheinen gelegentlich an künstlichen Lichtquellen und gerne an Ködern. Die nachtaktiven Raupen ernähren sich ausschließlich von den Blättern des Adlerfarns (Pteridium aquilinum). Bemerkenswert ist hierbei, dass sie die giftigen Inhaltsstoffe der Pflanze tolerieren. Dabei handelt es sich vor allem um cyanogene Glycoside. Auch die ebenfalls mit der Nahrung aufgenommenen Gerbstoffe dienen in erster Linie zum Schutz der Raupe, die dadurch einen für Fressfeinde unangenehmen oder unverträglichen Geschmack aufweist. Deshalb ist sie gelegentlich auch tagsüber ungeschützt und unbehelligt auf der Oberseite der Wirtspflanze zu sehen, meist ruht sie aber an der Unterseite der Blätter ihrer Nahrungspflanze. Das winkelförmige Muster auf dem Rücken der grünen Form verleiht ihr eine zusätzliche Tarnfärbung. Sie liegt vom Herbst bis Anfang Mai des folgenden Jahres in einem eiförmigen Gespinst am Boden und verpuppt sich erst nach der Überwinterung.

## Gefährdung
In Deutschland kommt die Adlerfarneule verbreitet in unterschiedlicher Anzahl vor und wird auf der Roten Liste gefährdeter Arten als nicht gefährdet eingestuft.